# Huset Habsburg
 For alternative betydninger, se Habsburg. (Se også artikler, som begynder med Habsburg)
Huset Habsburg er et af Europas mest succesfulde fyrstehuse. Navnet stammer fra familiens hovedsæde, i det tolvte og trettende århundrede, borgen Habichtsburg (= Høgeborgen) i Aargau, Schweiz, slægten kan spores tilbage til 900-tallet.
Habsburgerne har hersket som hertuger (1282 – 1453), ærkehertuger (1453 – 1804) og kejsere (1804 – 1918) af Østrig, konger af Ungarn, Spanien (1516 – 1700) og som tysk-romerske kejsere i flere århundreder indtil 1806.

## Historie

### Tidlige historie (973-1282)
Allerede i middelalderen blev der udarbejdet detaljerede stamtavler over slægten, men oplysningerne er meget usikre. Den første sikre grundlægger er Guntram den rige (d. 973) i Breisgau. Hans efter kommer, de to brødre Radbot (d. 1045) greve af Habsburg og Werner biskop af Strasbourg. Det er fra Radbot at de nyre linjer af huset Habsburg nedstammer fra.
Efter seks slægtsled er Albrecht 4. (d. 1239) greve af Habsburg. Hans brors, Rudolf 3. (d. 1249), efter slægt delte sig i to linjer: den Habsburg-Laufenburgske linje og den Habsburg-Kyburgske linje som uddøde i 1408 og 1414. Albrecht 4. var far til Rudolf som i 1273 blev kronet som tysk konge med navnet Rudolf 1, og i 1278 erobrede han Østrig og Steiermark fra kongen af Bøhmen, Ottokar 2, ved et afgørende slag ved Dürnkrut nord for Wien. I 1282 forlenede Rudolf sine sønner med hertugdømmerne Østrig og Steiermark.

### Habsburgernes ekspansion (1335-1493)
I løbet af senmiddelalderen flyttede Habsburgernes base fra Schweiz til Østrig"Haus Österreich" blev et synonym for Habsburg og i 1335 erhvervede de Kärnten og Krain, i 1363 Tyrol. Dette betød at de nu kontrollerede vigtige handelsveje mellem Tyskland og Italien, hvilket gav dem politisk anseelse i kejserriget. I tidsperioden 1452-1806 sad Habsburgerne tungt på magten i det tysk-romerske kejserrige, og i 1453 blev Østrig ophøjet til et ærkehertugdømme. Den Ungarske konge Matthias Corvinus angreb og besatte imidlertid, i 1485-1487, store dele af Østrig, og hovedstaden Wien, men i 1493 genforenede Maximilian 1. de østrigske arvelande og fortsatte ekspansionen med en fremsynet ægteskabspolitik. Gennem Maximilians ægteskab med Maria af Burgund erhvervede Habsburgerne Nederlandene, Burgund og Spanien, denne politik gav Habsburgerne et uofficielt motto: "Bella gerant alii, tu, felix Austria, nube" ('Lad andre om at føre krige, du, lykkelige Østrig, gift dig') 

### Delingen af det Habsburgske dynasti (1496-1700)
I 1496 blev Maximilians søn Filip 1. den Smukke gift med Johanne 1. den Vanvittige af Castilien, hvilket sikrede Habsburgernes magt over den Iberiske halvø og Neapel-Sicilien. desværre døde Filip i 1506 så det blev hans søn Karl 5. som arvede slægtens besiddelser. det blev så imidlertid for svært for Karl 5. at styre de store områder, så han delte dynastiet. Fra 1521-1522 fik hans Bror Ferdinand overdraget administrationen over de Østrigske besiddelser, og dermed herskede de to brødre over et rige, "hvor Solen aldrig gik ned"

Da den unge konge af Ungarn og Bøhmen, Ludvig 2., døde barnløs, i 1526 efter Slaget ved Mohács mellem Ungarn og Osmannerriget, valgte de Bøhmiske stænder og den Ungarske adel Ferdinan 1. til deres konge.
I 1556 abdicerede Karl 5. sine Østrigske titler, så Ferdinan blev i 1558 kronet som kejser som Ferdinand 1. dermed var det Habsburgske dynasti delt i en spansk og en østrigsk linje.

#### Den spanske linje
I 1665 blev Karl 2. konge over Spanien hans regeringstid markerede Spaniens fald som stormagt, hvor bl.a. Artois og dele af Flandern blev tabt til Frankrig, men også Karls generelle helbredstilstand, som var pga. at han var meget indavlet, medvirkede til faldet. I 1700 døde Karl barnløs, og den spanske gren af det Habsburgske dynasti uddøde.

### Habsburg-Lothringen (1740-1918)
I 1740 døde Karl 6. dermed uddøde den mandslinjen af den Østrigske gren, så hans datter Maria Theresia, som ikke kunne overtage tronen, i stedet dannes linjen Habsburg-Lothringen ved at Maria giftede sig med Frans Stephan af Lothringen, som i 1745 blev kronet som Frans 1. Stephan. Under Napoleonskrigene i 1806 blev det tysk-romerske rige opløst, dermed blev habsburgerne kejsere over Østrig-Ungarn. Det er de frem til 1918 hvor den sidste kejser Karl 1. applicere. Den nye Østrigske republik ophævede Habsburgernes rettigheder, men først i 1961 gav Karls søn Otto von Habsburg afkald på sine tronkrav.

## Indavl
De spanske habsburgere blev med tiden temmelig indavlede, fx den spanske konge Karl 2. (1661-1700) som havde en indavlskoefficient på 0,25 hvilket er højere end hvis to søskende fik et barn sammen. I 1979 udgav Spanien fem frimærker til minde om de habsburgske konger. Hos alle fem ses den kendte "habsburgske hage".

## Kejsere og konger af huset Habsburg
- Rudolf 1. (1273-1291)
- Albrecht 1. (1298-1308)
- Albrecht 2. (1438-1439)
- Frederik 3. (1440-1493)
- Maximilian I. (1486-1519)
- Karl 5. (1519-1556)
- Ferdinand 1. (1556-1564)
- Maximilian 2. (1564-1576)
- Rudolf 2. (1576-1612)
- Matthias (1612-1619)
- Ferdinand 2. (1619-1637)
- Ferdinand 3. (1637-1657)
- Leopold 1. (1658-1705)
- Josef 1. (1705-1711)
- Karl 6. (1711-1740)
- Maria Theresia af Østrig – (1740-1780)

## Kejsere og konger af huset Habsburg-Lothringen
- Frans 1. Stefan (1745-1765)
- Josef 2. (1765-1790)
- Leopold 2. (1790-1792)
- Franz 2. (1792-1835) (fra 1804 kejser af Østrig, indtil 1806 tysk-romersk kejser)
- Franz Joseph 1. af Østrig-Ungarn (1848-1916)
- Karl 1. af Østrig, som Karl 4. konge af Ungarn (1916-1918)

## Konger af Spanien af huset Habsburg (Casa de Austria)
- Filip 1. 1504-1506 (Konge af Kastilien)
- Karl 1. = Karl 5. (Tysk-romerske rige) 1516-1556
- Filip 2. 1556-1598
- Filip 3. 1598-1621
- Filip 4. 1621-1665
- Karl 2. 1665-1700

## De spanske habsburgere som konger afPortugal
- Filip 1. ( Filip 2. af Spanien) 1580-1598
- Filip 2. ( Filip 3. af Spanien) 1598-1621
- Filip 3. ( Filip 4. af Spanien) 1621-1640

## Storhertuger af Toscanaaf huset Habsburg-Lothringen
- Frans 1. Stefan 1737-1765
- Leopold 1. 1765-1790 (senere tysk-romersk kejser 1790-1792)
- Ferdinand 3. 1790-1800, 1814-1824
- Leopold 2. 1824-1849, 1849-1859
- Ferdinand 4. 1859

## Hertuger af Modenaaf huset Habsburg-Lothringen
- Franz 4. 1814-1831, 1831-1846
- Franz 5. 1846-1848, 1849-1859

## Hertuginder af Parmaaf huset Habsburg-Lothringen
- Maria Louise 1814-1847

## Note
↑ Albert E. Chudley: "Genetic landmarks through philately – The Habsburg jaw", Clin Genet 1998: 54: 283–284.